# Amy Price-Francis
Amy Price-Francis (Inghilterra, 16 settembre 1975) è un'attrice inglese.

## Carriera
È stata nel cast principale della serie Tracker (2001-2002) e The Cleaner nel 2008. Fra il 2011 e il 2012 è stata la protagonista della serie televisiva canadese King.

## Filmografia parziale

### Cinema
- Cake - Ti amo, ti mollo... ti sposo (Cake), regia di Nisha Ganatra (2005)
- Earthstorm, regia di Terry Cunningham (2006)
- Anarchia - La notte del giudizio (The Purge: Anarchy), regia di James DeMonaco (2014)
- Girl on the Edge, regia di Jay Silverman (2015)
- Cinquanta sfumature di nero (Fifty Shades Darker), regia di James Foley (2017)
- Cinquanta sfumature di rosso (Fifty Shades Freed), regia di James Foley (2018)
- Sei ancora qui - I Still See You (I Still See You), regia di Scott Speer (2018)

### Televisione
- Tracker - serie TV, 22 episodi (2001-2002)
- Train 48 - serie TV, 259 episodi (2003-2005)
- Mutant X - serie TV, episodio 2x17 (2003)
- Kevin Hill - serie TV, episodio 1x14 (2005)
- Rumours - serie TV, 20 episodi (2006-2007)
- K-Ville - serie TV, 2 episodi (2007-2008)
- Californication - serie TV, 4 episodi (2007)
- The Wedding Bells - serie TV, episodio 1x07 (2007)
- Medium - serie TV, episodio 3x22 (2007)
- Shark - Giustizia a tutti i costi (Shark) - serie TV, episodio 2x03 (2007)
- The Cleaner - serie TV, 26 episodi (2008-2009)
- 24 - serie TV, 6 episodi (2009)
- Nip/Tuck - serie TV, episodio 6x02 (2009)
- Life Unexpected - serie TV, 5 episodi (2010)
- The Mentalist - serie TV, episodio 2x16 (2010)
- King - serie TV, 21 episodi (2011-2012)
- The Chicago Code - serie TV, 4 episodi (2011)
- Grey's Anatomy - serie TV, episodi 8x01-8x02 (2011)
- Criminal Minds - serie TV, episodio 6x24 (2011)
- Scandal - serie TV, episodio 4x19 (2015)
- NCIS: New Orleans - serie TV, episodio 2x17 (2016)
- Major Crimes - serie TV, episodio 6x12 (2018)

## Doppiatrici italiane
Nelle versioni in italiano delle opere in cui ha recitato, Amy Price-Francis è stata doppiata da:
- Sabrina Duranti in 24, The Mentalist
- Roberta Paladini in Life Unexpected, Major Crimes
- Laura Romano in King, Girl on the Edge
- Paola Majano in Cinquanta sfumature di nero, Cinquanta sfumature di rosso
- Maura Ragazzoni in Tracker
- Emanuela D'Amico in Earthstorm
- Maura Cenciarelli in Californication
- Mavi Felli in The Cleaner
- Valentina Pollani in Nip/Tuck
- Irene Di Valmo in Grey's Anatomy
- Franca D'Amato in Criminal Minds
- Alice Bertocchi in Scandal
- Daniela Calò in NCIS: New Orleans
- Francesca Fiorentini in Sei ancora qui - I Still See You